# 국민협회
국민협회(國民協會)는 1920년 1월에 설립된 일제강점기의 시민 사회운동 단체로 신일본주의를 표방하였으며, 조선인 참정권, 자치권 운동을 추진하던 단체이다. 조선인 참정권, 자치권을 주장하던 민원식에 의해 1919년 협성구락부가 설립되었고, 1920년 민원식은 자신의 협성구락부 외 군소 단체들을 합쳐 민원식, 김명준 등에 의해 경성에서 창립, 출범되었다.
1910년부터 조선인 참정권, 자치권을 주창한 이규완의 영향을 받아 민원식, 김명준 등은 국민정신의 발양, 자치 정신 배양, 사상 선도, 입헌 사상의 계몽과 민권 신장, 시민윤리 확립 등의 강령을 내세워 신일본주의를 주장했다. 이들은 차별 반대 운동을 하였는데, 한일 합방 조약 체결로 한·일 양국의 병립에서 하나의 국가가 되었으니 일본은 조선인을 동등한 국민으로 인정하고, 국민으로서의 권리를 부여해줄 것을 여러 번 요청하였다.
민원식이 자신의 사저를 털어 운영한 단체로서, 민원식 사후 운영난을 겪었다. 김명준을 임시대표로 선출했다가 1921년 4월 대표로 선임하였고, 1940년대까지도 운영되었다. 1930년대까지 일부 회원들이 있었으나 이탈되었다. 1945년 일본 패전과 동시에 해산되었다.

## 개요
일본에서 자라면서 직업적인 친일 인물이 된 민원식이 주도하여 기존 1919년에 세운 협성구락부를 확대해 설립했다. 설립일은 1920년 1월 18일이며 민원식이 주창하던 신일본주의를 기치로 내세웠다. 신일본주의는 한 나라가 된 일본과 조선이 혼연일가가 되어 공존을 이루자는 내용이다.
1910년부터 조선인 참정권, 자치권을 주창한 이규완의 영향을 받은 민원식, 김명준 등은 이규완의 참정권 주장, 자치권 허용 이론을 좀더 구체화, 세분화하여 국민정신의 발양, 자치 정신 배양, 사상 선도, 입헌 사상의 계몽과 민권 신장, 시민윤리 확립 등의 강령으로 정리하고 이 것을 신일본주의라 하였다.
이들은 조선인과 내지인(일본인)의 차별은 부당한 대우라고 주장하였다. 1910년 10월 2일의 한일 합방 조약 체결로 한·일 양국의 병립에서 하나의 국가로 태어난 것은 현실이며, 이 과정에서 조선인의 권리를 인정하는 것이 한일간의 충돌을 줄이는 길이다. '일본과 조선이 병합해서 신일본이 태어났기 때문에 이제는 일본을 위한 조선도 아니고, 조선을 위한 일본도 아니다. 양자의 합작으로 새로운 일본이 된 것인 만큼 신일본은 양 민족의 공동책임과 의무로써 건설되어야 한다'는 것이다. 과거 영국, 프랑스, 스페인, 포르투갈이 아메리카 대륙의 주민들을 전부 동등한 국민으로 인정하지 않았기에 갈등, 분쟁이 발생한 것이다. 지금은 합체해서 한 나라가 되었다. 일본은 이제 옛날의 구 일본이 아니며 조선의 토지와 인민을 포함하는 새로운 일본인 것이다. 그렇다면 일본은 조선인을 국민으로 인정하는 것이 타당하다는 것이다. 일본이 강대국이 되려 한다면 미국이나 독일, 오스트리아처럼 다민족 국가가 되는 것이 현명하며, 각 민족 고유의 특성과 정체성은 유지하되 동등한 국민으로 인정하고 동등한 권리를 부여해야 한다는 것이 지론이었다. 즉 일본 민족만의 일본이 아니라 일본과 조선의 양민족으로 된 신일본이라는 것이다. 일본이 다른 지역을 경영하는 생각이 있다면 조선인을 국민으로 인정하는 것이 나중에 다른 국가나 민족 입장에서도 반발이나 거부반응을 줄일 수 있지 않겠느냐는 것이었다.
민원식은 신일본주의의 실현을 위해 필요한 일이라며 국민협회를 중심으로 조선인 참정권 청원과 자치권 청원운동을 전개하였다. 조선인과 일본인 사이의 차별을 철폐하기 위한 첫걸음으로, 조선인에게도 참정권을 부여하여 조선에서 일본과 같은 중의원선거법을 시행하자는 주장이었다. 국민협회는 이같은 내용의 진정서를 일본 제국의회에 제출하는 방식으로 청원 운동을 벌였다. 그러나 총독부에서는 이들의 요구에 시기상조라는 답을 내놓았다.
참정권, 자치권 운동의 주동자들은 조선인에 대한 차별 철폐를 촉구했으며 점차 민원식 중심으로 모였는데, 1920년 1월 18일 민원식, 김명준, 한영원, 김환(金丸) 등은 경성부에서 협성구락부의 발전적 해산 후 협성구락부와 일부 재야 단체, 인원 등을 모아 단체를 조직하고 국민협회라 이름지었다. 조선인도 당당하게 일본의 국민의 한 사람으로 인정받자는 취지였다.

## 활동

### 출범 초기
민원식은 1911년 7월 정8위에 서임되고 경기도 양지군수에 임명되자 고사하였으나 거듭 취임을 권고하여 취임하였다. 군수 시절에 민원식은 마츠나가 다케키치(松永武吉, 경기도 도장관, 후에 중추원 서기관장), 오다미 키지로(小田幹治郞, 총독부 관방참사관실 사무관, 중추원 서기관), 후지나미 요시누키(藤疲義貫, 총독관방 비서실 통역관) 등 총독부 일본인 관료들과 접촉하여, 1920년대 국민협회를 일으킬 기반을 닦았다.
1920년 1월 18일에 국민협회를 결성하고 신일본주의를 제창하면서 조선의회 설치를 주장하였다. 명의로 2월 5일에 100여 명이 서명한 중의원 선거법 시행을 요구하는 청원서를 일본 중의원 의장에게 올렸다. 그는 일본이 다민족으로 구성된 대제국이 되려면 식민지, 내지를 차별하지 말고 식민지 백성들에게도 의회 의원을 선출할 투표권, 참정권을 부여할 것을 여러번 요청하였다. 이어 조선인에 대한 차별 철폐 요구가 서서히 확산되었고, 3.1 만세 운동을 계기로 조선인 참정권, 자치권 운동은 소극적이고 무력행사를 하지 않아도 되는 방법으로서 일부 지식인들에게 각광되었다.
민원식, 김명준 등은 궁극적 목적으로 조선인의 일본 정부 정치 참여, 조선인 자치권 획득을 최종 목적으로 상정하였다. 우선 중의원 입후보와 중의원 출마권을 얻어내고, 지방 자치제도를 확대시켜 선거와 피선거권, 주민 권리에 대한 사전 학습 연습을 시킨 뒤, 일본 상원인 귀족원에도 입후보, 출마권을 얻어내며, 더 나가서는 조선인 자치 정부를 단계적으로 추진해나가자는 것이었다. 우선 당면 과제로 조선에 조선의회를 설치해줄 것을 청원했으나 오해의 소지가 있어, 중의원의원선거법을 조선에도 실시, 허용해 달라는 것을 첫 과제로 상정했다. 중의원의원 선출에 조선인이 출마, 입후보하여 일본 중의원에 조선인 출신 의원들의 진출이 첫번째 목표였다.
1920년 4월부터는 협회의 기관지 《시사신문 (時事新聞)》을 발행하였다.
민원식 등은 조선인 참정권, 자치권 허용 서명을 받았지만 일각에서는 조선인 분리독립으로 오해받는다는 이유로 서명을 거절했다. 1920년 1월 일부의 서명을 얻어 일본 중의원 제42의회에 제출하고 다시 돌아왔으며, 그 사이에 김명준과 나머지 국민협회 지부 간부들은 추가로 서명을 받아 1920년 7월 민원식은 참정권 청원서를 들고 도쿄로 건너갔다. 소요선후책으로 참정권을 허용해야 한다는 내용이었다. 2차 탄원서는 7월의 제43의회에 제출했다. 조선인에 대한 차별 대우를 중단해줄 것을 일본의 정관계와 의회, 지식인들에게 거듭 촉구하였다.
그 후 지방 자치 제도가 민선으로 시행되면서 경성부부협의회 의원 후보자로 출마한 20명 외에 몫의 부협의회 의원 후보로 우전석태랑(隅田石太郞), 교본무웅(橋本茂雄), 관자태랑(關繁太郞), 소빈근팔(小杉謹八), 최진(崔鎭), 박승빈(朴勝彬) 등을 추천하였다.
1921년 2월 16일 민원식은 일본 중의원 제44의회 회기에 제3차 참정권 청원서와 서명장을 제출하러 부산항에서 배편으로 일본 도쿄를 방문했다가 2월 17일 체류 중이던 도쿄 제국 호텔에서 양근환의 단도에 살해되었다. 양근환은 민원식의 방문 일정에 맞춰 타바다 현의 한 하숙집에서 2명과 함께 민원식 암살을 계획하였다.

### 민원식 사후
1921년 2월 김명준을 임시 대표로 선출했다가 4월 김명준을 후임 대표로 선출하였다. 모임은 김명준, 한영원, 윤갑병 등의 주도로 운영되었다. 1922년 5월 단체의 자금난으로 신문 발행이 어렵게 되자 일간지에서 규모를 축소, 월간지《시사평론》으로 전환하여 발간하였다. 그러나 내부 혼란은 지속되어 민원식계열과 윤갑병을 대표자로 하는 파벌 간에 단체 주도권을 두고 1925년 무렵 알력이 벌어졌다. 1924년 조선총독부 지도하 범 시민단체 모임인 각파 유지연합(有志聯合)에도 가입하고, 대표자는 협회 회장인 김명준이 참석하였다. 1930년대에 이르러 회원 상당수가 탈퇴하였지만 김명준은 단체를 유지했고, 일본 정부와 중의원, 귀족원, 일본 정계 인사, 지식인 등에게도 조선인 참정권과 자치권을 계속 요청했다.
1925년 7월 13일에는 국민협회 경남마산지부장 서상원이 사기 사건으로 서대문형무소에 투옥되었다가 풀려난 지 2개월만에 다시 마산부 표정동 부호 이현교(李鉉敎)를 속여, 소송중인 이현교에게 총독부 경무국장에게 잘 말해서 승소하게 하겠다고 사기를 하다가 검거되기도 했다. 국민협회 회원들이 이탈하는 가운데 도덕성에 타격을 주었다.
김명준, 윤갑병(尹甲炳), 신석린(申錫麟) 등이 계속 참정권 청원운동을 계속해 나갔다. 1922년 이후 1940년까지 국민협회는 참정권청원건 9회의 중의회 청원, 17회의 건의서 제출을 하였다. 일본 정부에서는 이들의 활동을 막지는 않았지만, 시기상조라는 의견을 내놓았다. 1940년에 와서는 중일 전쟁과 태평양 전쟁에 조선인 자원병과 징집병 등이 다수 발생하여 조선총독부도 더 이상 조선인 참정권 요구, 중의원 입후보, 출마권 요구를 거절하지 못하고 일본 본국 정부에 상신하게 된다.

## 조선인 참정권의 부분적 획득

### 조선인 귀족원 의원

#### 1차 선출
당초 중의원 입후보와 조선인 몫 할당부터 제국 상원 귀족원 입후보와 조선인 몫 할당, 조선인의 일본 정부 내각 참여, 자치권 획득 등을 단계적으로 추진할 계획이었다. 그런데 1932년 12월 우선 일본 정부는 조선의 왕실과 가까운 박영효를 관선인 칙임 상원 귀족원 의원으로 선출했다.
상원 귀족원 의원의 피선거권은 일본은 '제국신민인 남자로서 연령 30세 이상인 사람'으로 규정되어 있었다. 귀족원 의원은 하원격인 중의원과 다른 귀족과 중,고액 세납자, 혹은 사회적으로 명망이 있는 인물이 선정되었다. 귀족원 의원의 선거는 직선제로, 구성원 중에는 귀족, 지식인층이 선거로 뽑는 직선 의원 외에 황족 의원·화족 의원, 천황의 추천을 받아 임명되는 칙임의원이 있다. 원칙적으로 귀족원 의원의 임기는 7년이지만 재선이 가능했고 종신까지 가능했다.

#### 2차 선출
1932년 12월 박영효가 칙임된 예가 있었고, 1941년에 윤덕영(尹德榮)과 박중양이 선정되었는데 박중양은 이때 귀족원 의원직을 사양했다. 그러나 박중양은 1945년 4월 3일 두 번째로 귀족원 의원직에 임명되자 이때는 수용한다. 1943년에는 이진호가 칙선되고 있었지만, 이때까지도 제도로서 규정되어 있는 것은 아니었다. 따라서 조선인의 입후보는 사실상 불가능했다.
1945년 당시 조선인 귀족원 의원으로는 박영효, 윤덕영, 이진호, 윤치호, 김명준, 박중양, 박상준, 송종헌, 이기용, 한상룡 등이 선임되었다. 초기에 박영효, 윤덕영, 이진호, 김명준, 박상준, 송종헌, 이기용, 한상룡 등을 선정하고 1945년 2월에는 박중양, 윤치호를 추가로 선임하였다.
1945년 2월부터는 조선인 출신 귀족원 의원 입후보자격 허락에 감사 사절단을 윤치호를 대표로, 박중양, 김명준 등이 수행하여 도쿄를 방문하고 6월에 귀국하기도 했다.

### 조선인 귀족원 의원 선출 과정
일본 제국 국회의 상원 격이었던 귀족원에 조선인 출신 의원이 선출된 배경은 조선인들의 참정권 요구가 받아들여진 결과였다. 징병제가 일본 본국의 일방적인 요구에 의해 실시되었던 것에 비해, 참정권 문제의 해결은 조선총독부가 작성한 원안대로 관철되고 있는 것으로 알려지고 있다. 귀족원의 칙선의원 7명은 1945년 4월 3일에 선임되었는데 김명준(金明濬), 박상준(朴相駿), 박중양, 송종헌(宋鍾憲), 윤치호(尹致昊), 이진용(李珍鎔), 한상룡(韓相龍) 등이었다. 한편 조선인 몫의 하원격인 중의원 의원 23명은 의회가 만기되면 선거에 의해서 선출될 예정이었다.
조선인에 대한 참정권의 부여가 법률로써 실현된 것은 1945년 1월의 일본 의회를 통과한 법률 제34호 '중의원 선거법 중 개정법 율안'과 칙령 제193호 '귀족원령 중 개정안'에 의해서였고, 참정권 부여는 한반도와 타이완에서 동시에 이루어졌다. 이를 두고 사학자 김유리는 참정권 문제 해결이 늦어졌다는 평을 내리기도 했다. '참정권 문제의 해결은 조선에 대한 징병 실시가 발표되었던 1942년의 시점에 이루어졌어야 할 것이다. 그러나 징병제 발표 시기에도 아무런 언급조차 없었고, 오히려 징병제와는 '별도로 고려되어야 할 것'으로 주장되었다.'고 비판했다. 그는 '징병제와는 별도로 고려되어야 할 것'으로 주장되고 있었던 문제가 2,3년의 잠복기간을 거친 후 조선인들의 강한 요구라는 구실을 빌어 해결을 서두르지 않으면 안되었던 이유가 무엇인지 고찰해 볼 필요가 있을 것이다.'고 비판한다.
원래 귀족원 의원의 피선거권은 일본은 '제국신민인 남자로서 연령 30세 이상인 사람'으로 규정되어 있었다.
그러나 조선인들에게 부여된 참정권도 일부 제한이 있는 것이었다. 먼저 귀족원의 경우는 한반도와 타이완에 거주하는 만 30세 이상의 남자로서 명망이 있는 사람으로부터 칙임된 사람 10명 이내를 참가시키며, 7년 임기로 하였다. 이 10명의 귀족원 의원 가운데 몇 명씩을 배당할 것인가에 대한 명문 규정은 없었으나, 7명을 조선에, 나머지 3명을 타이완에 할당하고 있었다. 그리고 이들 귀족원 의원들은 1945년 4월에 스즈키(鈴木)내각이 성립한 직후의 임시의회에 참가하고 있다. 원래 일본 출신 일본 귀족원 의원의 임기는 종신이었음에도 불구하고 한반도와 타이완 출신 의원의 임기를 7년으로 한 것은 또 다른 차별을 만든 것이었다.
시간이 지나면 하원격인 중의원에도 조선인을 참가시킬 계획이었다. 중의원에 있어서는 공선(선거)에 의해야 한다는 원칙에 입각해 있는 만큼 선거의 방법을 어떻게 할 것인가의 문제가 가장 중요하게 거론되었던 것으로 보인다. 여기에 대해 일본 본국과 조선총독부 모두 보통선거는 피해야 한다는 것이 기본 입장이었고, 때문에 선거 방법은 제한선거에 의할 것으로 결정되었다. 즉 선거권을 제한하는데 있어 기준을 무엇으로 할 것인가에 대해 일제는 직접 국세 15원 이상을 납부하는사람을 선거권자로 결정하고 있었다. 이것은 일제가 이미 실시하고 있었던 지방자치 단체 의원 선거의 경우 보다도 그 자격 기준이 훨씬 더 강화된 것인데, 당시 도회, 부회, 읍회, 면협의회 선거의 선거권도 그 자격 기준이 국세 5원 이상으로 규정되어 있었다.

## 성격
민원식의 참정권 청원 운동은 3·1 만세 운동 이후 조선인의 독립에 대한 열기가 뜨겁자 이를 유화적으로 회유해보겠다는 동기에서 비롯된 것으로, 민중의 지지를 받지 못했다. 일제의 식민지배는 기정 사실로 받아들이고 기만적인 동화 정책에 호응하는 것이었기 때문이다. 민원식은 결국 1921년 진정서 제출차 방문한 도쿄에서 양근환에게 살해되었다.
조선총독부는 국민협회에 일정 자금 지원을 하는 동시에, 1921년 조선총독부 중추원이 개편될 때 국민협회 회원 출신자들을 중추원 참의로 발탁하는 특혜를 주었다. 1924년 당시 국민협회 회장이던 김명준을 비롯해 정병조, 김갑순, 한영원, 이병학, 박봉주, 신석우 등이 국민협회와 관련된 중추원 간부들로 보고되었다.

## 단체 기관지
- 시사신문
- 시사회보

## 같이 보기
| - 참정권 - 자치권 - 지방 자치 - 중의원 - 민원식 - 김명준 - 이규완 - 정병조 - 한영원 - 자제단 - 동민회 | - 연방제 - 3.1 만세 운동 - 중일 전쟁 - 태평양 전쟁 - 이병학 - 박봉주 - 박중양 - 신석우 - 시사신문 |

## 참고 자료
- 최유리, 〈일제말기 식민지 지배정책 연구〉, 역사문제연구소, 《역사비평 1998년 여름호 통권 43호》 (서울 : 역사문제연구소, 1998) p. 140-140
- 지승준, 《일제시기 참정권운동 연구 : 國民協會·同民會·時中會 계열을 중심으로》 (중앙대학교, 2011)
- 최유리, 《일제 말기 식민지 지배정책연구》 (국학자료원, 1997) ISBN 8982061843
- 마츠다 도시히코, 《일제시기 참정권 문제와 조선인》 (김인덕 역, 국학자료원, 2004) ISBN 89-541-0226-3
- 강동진, 《일제의 한국침략정책사》 (한길사, 1980)
- 임종국, 《일제 하의 사상 탄압》 (평화출판사, 1985)
- 반민족문제연구소 (1993년 3월 1일). 〈민원식: 참정권 청원운동의 주동자 (조재곤)〉. 《친일파 99인 2》. 서울: 돌베개. ISBN 9788971990124.
- 지승준, 〈일제시기 참정주의 세력의 '징병제요망운동'과 전쟁협력〉, 한국민족운동사학회,《한국민족운동사연구 69권, 69호》, (한국민족운동사학회, 2011) pp.191-238
- 전갑생 (2003년 7월 14일). “'친일파' 고희준 전 거제군수의 굴절된 삶 - 거제군수에서 창씨개명 선생까지”. 오마이뉴스. 2008년 2월 6일에 확인함.
- 친일반민족행위진상규명위원회 (2007년 12월). 〈신석우〉 (PDF). 《2007년도 조사보고서 II - 친일반민족행위결정이유서》. 서울. 673~682쪽쪽. 발간등록번호 11-1560010-0000002-10. [깨진 링크(과거 내용 찾기)]
- 친일반민족행위진상규명위원회, 〈2007년도 조사보고서 II〉, 520~528쪽: 친일반민족행위 결정이유서 - 강병옥[깨진 링크(과거 내용 찾기)] (2007.9.1)
- 이태훈, 《일제하 친일정치운동 연구 : 자치·참정권 청원운동을 중심으로》 (연세대학교, 2010)
- (일본어) 귀족원 50년사 편찬회 수집 문서 - 일본 국립국회도서관 헌정자료실